# Gematigd bos van Valdivia
Het gematigd bos van Valdivia is een ecoregio in centraal Chili die gekenmerkt wordt door een hoge graad van endemie. Voor houtachtige planten kan dit op het vlak van de individuele soorten tot 90% belopen en tot 34% voor de geslachten. Filogenetisch is er verband met de Gondwana-taxa van Oceanië dat teruggaat op het vroege Tertiair. Er is ook verband met neotropische soorten uit later tijden, maar de Andes heeft een aanzienlijke barrière daartegen opgeworpen.